# Laurent de Briey
Le comte Laurent de Briey, né le 18 octobre 1975, est un philosophe, professeur d'université et conseiller politique belge, proche du mouvement politique Les Engagés.
Il est également un des fondateurs du groupe de réflexion pluraliste e-change.

## Biographie
Né le 18 octobre 1975, Laurent de Briey fait des études de philosophie et de droit à l’Université catholique de Louvain avant de se consacrer pleinement à cette première en faisant un doctorat en épistémologie morale sur la « raison pratique dans une perspective kantienne ». Cette thèse débouchera ensuite sur la publication de son premier livre : Le conflit des paradigmes : Habermas, Renaut : deux stratégies de renouvellement du projet moderne, livre préfacé par le philosophe français Alain Renaut. Il travaillera ensuite pendant un an à la Research School of Social Sciences de l’Australian National University. En 2007, il débat, dans la Revue philosophique de Louvain avec l'économiste Christian Arnsperger sur la subjectivité dans l'analyse critique d'une possible thérapeutique du capitalisme contemporain après la parution du livre Critique de l'existence capitaliste. Pour une éthique existentielle de l'économie,. De retour en Belgique, il terminera un master en économie tout en continuant ses recherches à l’UCL. Il sera invité pendant un an en 2012 à l’Université de Montréal, tandis qu’en Belgique, il obtiendra en 2009 un poste de professeur à l’Université de Namur. Il travaille principalement sur le dépassement du libéralisme et son remplacement par un républicanisme critique : l’humanisme démocratique au sujet duquel il écrira un deuxième livre : Le sens du politique : essai sur l’humanisme démocratique.
Parallèlement à ses activités académiques, Laurent de Briey est également engagé dans la vie politique belge au sein du centre démocrate Humaniste. De 2007 à 2011, il dirige le centre d’étude du parti et devient en 2016 chef de cabinet de la ministre de l’enseignement Marie-Martine Schyns. En 2017, il lance un groupe de réflexion pluraliste : e-change  dont le but est de « s’investir dans la recherche de solutions durables et partagées aux problèmes qui préoccupent le plus les Belges ». En 2019, il est chargé de s’occuper du processus de refondation de son parti intitulé Il fera beau demain - Mouvement positif,,. Ce processus conduira en mars 2022 à la transformation du centre démocrate Humaniste en un nouveau mouvement politique, Les Engagés et à la publication avec Maxime Prévot, le président du mouvement, d'un livre en détaillant le projet politique: Manifeste pour une société régénérée. Selon lui, ce projet s'inscrit dans la tradition républicaine et privilégie la recherche du bien commun sur la défense des intérêts de groupes ou classes spécifiques. Il considère que le renouveau du centrisme passera par une redéfinition de la notion de progrès en substituant l'idéal de vivre mieux à celui du toujours plus, l'amélioration de la qualité de vie à la croissance de la quantité des biens et des services,,.
À la suite des élections du 9 juin 2024 et de l'important succès électoral rencontré par Les Engagés, ceux-ci participent aux gouvernement de la Région wallonne et de la Fédération Wallonie-Bruxelles. Laurent de Briey est alors nommé Chef de Cabinet de la Ministre-Présidente de la Fédération Wallonie-Bruxelles, Elisabeth Degryse,.

## Publications
- Laurent de Briey, Le conflit des paradigmes : Habermas Renaut : deux stratégies de renouvellement du projet moderne, Bruxelles, Édition de l’Université de Bruxelles, 2006[3].
- Laurent de Briey, Le sens du politique : Essai sur l’humanisme démocratique, Wavre, Mardaga, 2009[8].
- Laurent de Briey, Maxime Prévot, Manifeste pour une société régénérée, Waterloo, Luc Pire, 2022.